# Begonia sect. Loasibegonia
Begonia sect. Loasibegonia  es una sección del género Begonia, perteneciente a la familia de las begoniáceas, a la cual pertenecen las siguientes especies:

## Especies
- Begonia adpressa
- Begonia atroglandulosa
- Begonia duncan-thomasii
- Begonia gentilii
- Begonia heterochroma
- Begonia letouzeyi
- Begonia microsperma
- Begonia minuta
- Begonia potamophila
- Begonia prismatocarpa
- Begonia pseudoviola
- Begonia pulcherrima
- Begonia quadrialata
- Begonia salisburyana
- Begonia scapigera
- Begonia schaeferi
- Begonia scutifolia
- Begonia staudtii
- Begonia stellata